# 危害公共安全罪
危害公共安全罪是《中华人民共和国刑法》规定的一类罪名。根据《中华人民共和国刑法》、《最高人民法院关于执行〈中华人民共和国刑法〉确定罪名的规定》及其补充规定，危害公共安全罪共有四十七个罪名。

## 以危险方法危害公共安全的犯罪（十个）
- 放火罪
- 决水罪
- 爆炸罪
- 投放危险物质罪
- 以危险方法危害公共安全罪
- 失火罪
- 过失决水罪
- 过失爆炸罪
- 过失投放危险物质罪
- 过失以危险方法危害公共安全罪

## 破坏特定设施、设备的犯罪（十个）
- 破坏交通工具罪
- 破坏交通设施罪
- 破坏电力设备罪
- 破坏易燃易爆设备罪
- 破坏广播电视设施、公用电信设施罪
- 过失损坏交通工具罪
- 过失损坏交通设施罪
- 过失损坏电力设备罪
- 过失损坏易燃易爆设备罪
- 过失损坏广播电视设施、公用电信设施罪

## 实施暴力、恐怖活动的犯罪（五个）
- 组织、领导、参加恐怖活动组织罪
- 资助恐怖活动罪
- 劫持航空器罪
- 劫持船只、汽车罪
- 暴力危及飞行安全罪

## 以枪支、弹药、爆炸物、危险物质为对象的犯罪（九个）
- 非法制造、买卖、运输、邮寄、储存枪支、弹药、爆炸物罪
- 非法制造、买卖、运输、储存危险物质罪
- 违规制造、销售枪支罪
- 盗窃、抢夺枪支、弹药、爆炸物、危险物质罪
- 抢劫枪支、弹药、爆炸物、危险物质罪
- 非法持有、私藏枪支、弹药罪
- 非法出租、出借枪支罪
- 丢失枪支不报罪
- 非法携带枪支、弹药、管制刀具、危险物品危及公共安全罪

## 过失造成重大责任事故的犯罪（十三个）
- 重大飞行事故罪
- 铁路运营安全事故罪
- 交通肇事罪
- 重大责任事故罪
- 重大劳动安全事故罪
- 危险物品肇事罪
- 工程重大安全事故罪
- 教育设施重大安全事故罪
- 消防责任事故罪
- 不报、谎报安全事故罪
- 大型群众性活动重大安全事故罪
- 强令违章冒险作业罪
- 危险驾驶罪（醉驾入刑）